# Willy Spühler
Willy Spühler (ur. 31 stycznia 1902, zm. 31 maja 1990) – szwajcarski polityk, członek Rady Związkowej od 17 grudnia 1959 do 30 stycznia 1970. Kierował następującymi departamentami:
- Departament Poczt i Kolei (1960–1962)
- Departament Transportu, Komunikacji i Energii (1963–1965)
- Departament Polityczny (1966–1970)[2].

Był członkiem Socjaldemokratycznej Partii Szwajcarii.
Pełnił także funkcje wiceprezydenta (1962, 1967) i prezydenta (1963, 1968) Konfederacji.